# Onopordum dissectum
Espèce
Onopordum dissectum Murb. est une espèce de plantes à fleurs dicotylédones de la famille des Astéracées. Il s'agit d'un chardon originaire du Maroc et d'Espagne.

## Classification
Cette espèce a été décrite en 1921 par le botaniste suédois Svante Samuel Murbeck (1859-1946). 

### Liste des sous-espèces
Selon Catalogue of Life (15 juin 2015) :
- sous-espèce Onopordum dissectum subsp. dissectum
- sous-espèce Onopordum dissectum subsp. murbeckii